# Tîlihulske, Odesa
Tîlihulske (în ucraineană Тилігульське) este un sat în comuna Vîzîrka din raionul Odesa, regiunea Odesa, Ucraina. Anterior a purtat denumirea Cervona Nîva.

## Demografie
Componența lingvistică a localității Tîlihulske
     Ucraineană (100%)
Conform recensământului din 2001, toată populația localității Tîlihulske era vorbitoare de ucraineană (100%).